# Autréville-Saint-Lambert
Autréville-Saint-Lambert är en kommun i departementet Meuse i regionen Grand Est (tidigare regionen Lorraine) i nordöstra Frankrike. Kommunen ligger i kantonen Stenay som tillhör arrondissementet Verdun. År 2022 hade Autréville-Saint-Lambert 35 invånare.

## Befolkningsutveckling
Antalet invånare i kommunen Autréville-Saint-Lambert
| Referens: INSEE |